# Небесняк Євген
Небесняк Євген (*29 жовтня 1950, Манчестер) — український письменник.

## З біографії
Народився 29 жовтня 1950 року у місті Манчестері (Англія) в українській родині. Відвідував українську суботню школу, брав участь у роботі танцювального колективу «Орлик», хору «Гомін».
Навчався в семінарії в Римі (з 1962), був дияконом, священиком (1979), потім ректором семінарії в Римі. Займається видавничою справою, очолює видавництво «САЛВИД».

## З творчого доробку
- Небесняк Є. Наша хата. Детектив. — Рим — Львів — Манчестер: САЛВИД, СОПВИД, 1997. — 403 с.